# Haplochromis maculipinna
Haplochromis maculipinna é uma espécie de peixe da família Cichlidae.
É endémica do Quénia.
Os seus habitats naturais são: rios e lagos de água doce.